# Café Gondrée

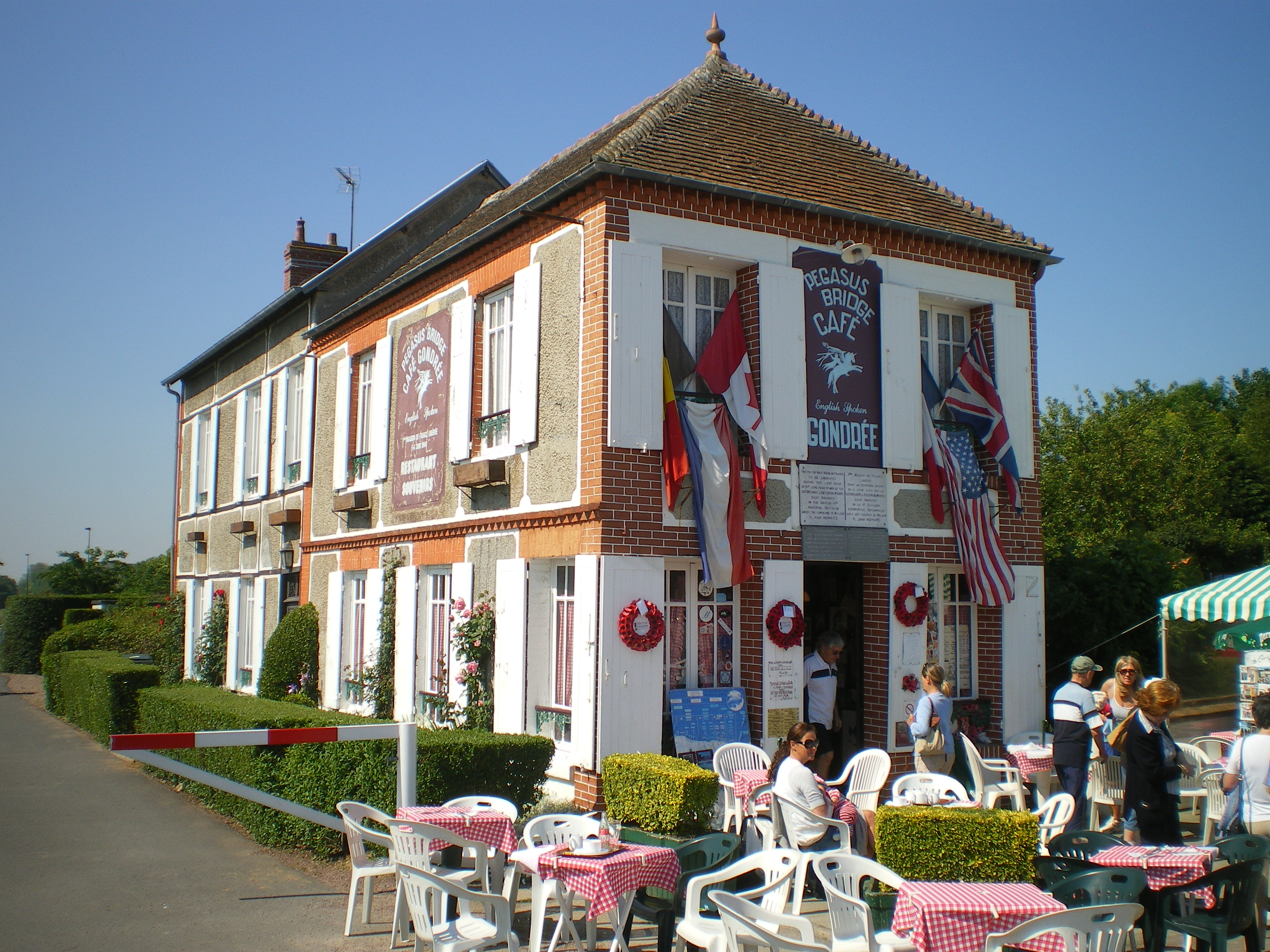
Café Gondrée

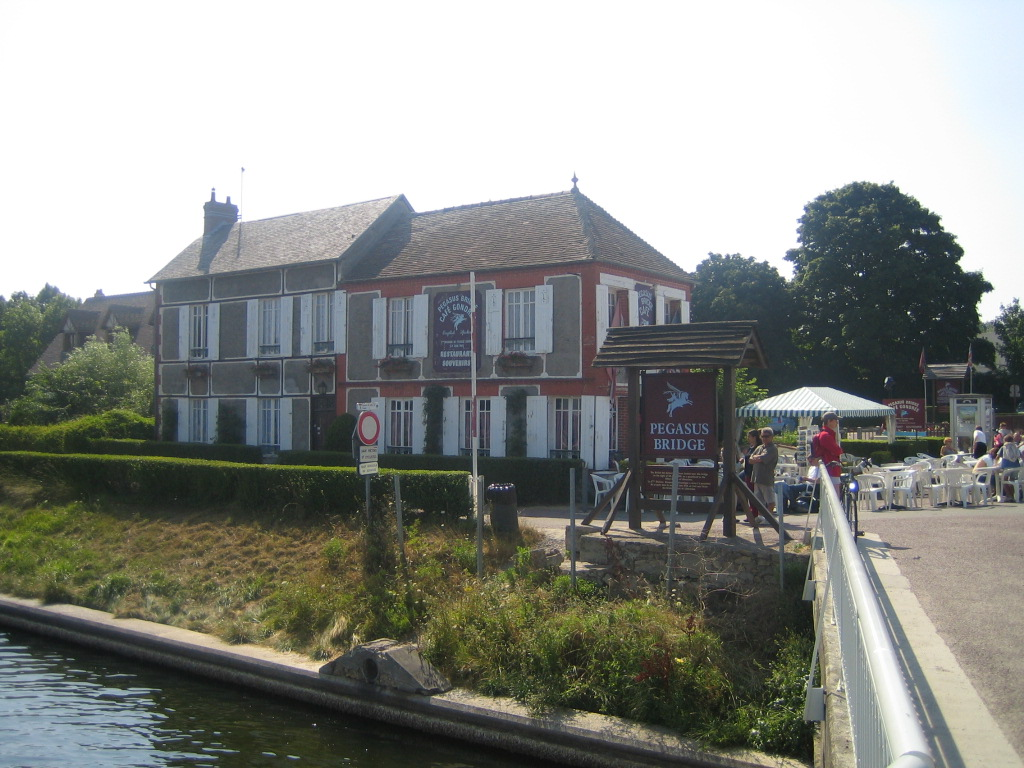
Café Gondrée, links das Museum

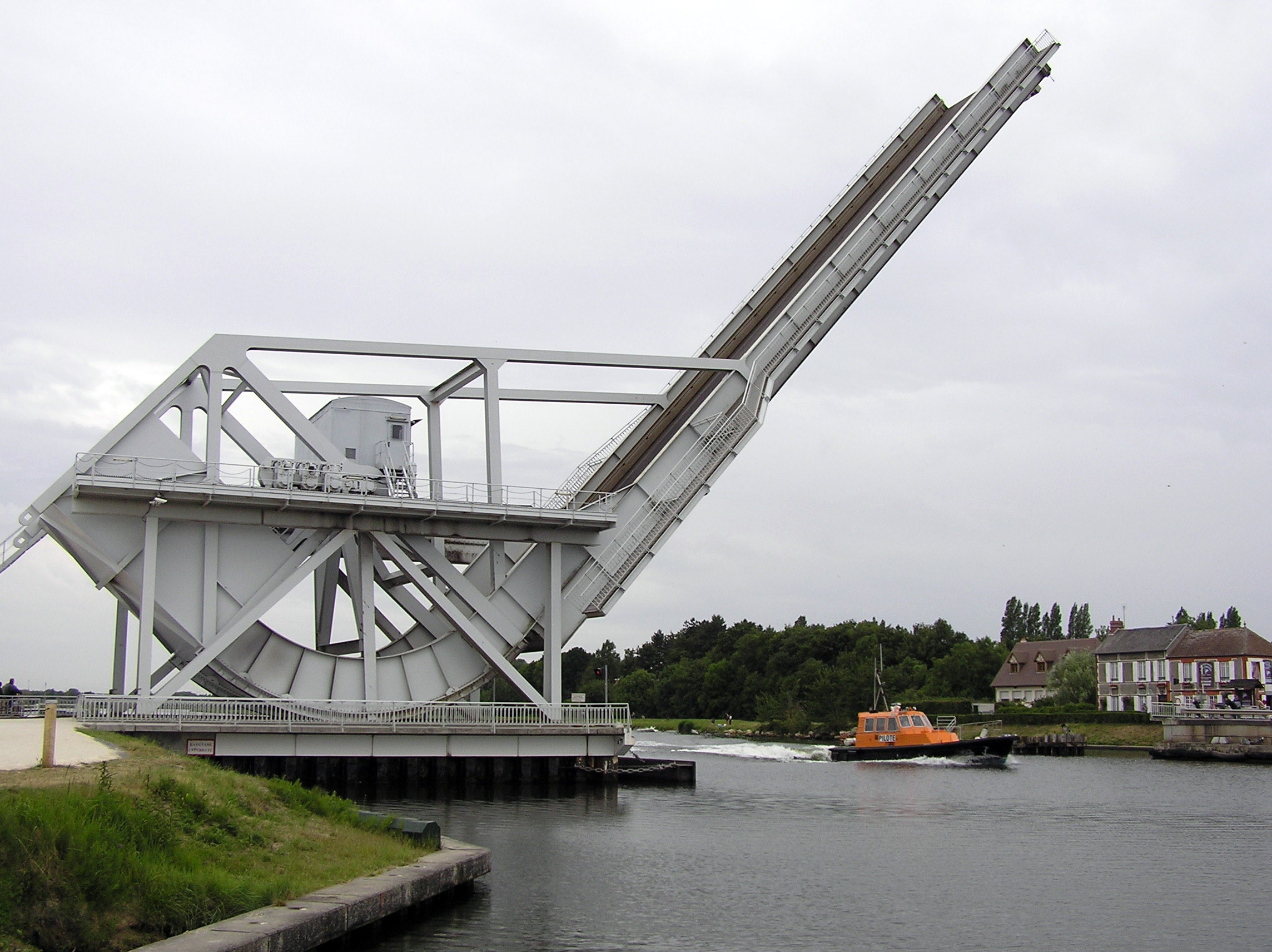
Pegasusbrücke, rechts das Café Gondrée

Das Café Gondrée, heute Pegasus Bridge Café, ist ein kleines Café in der französischen Gemeinde Bénouville. Es befindet sich direkt an der Pegasusbrücke am Westufer des Caen-Kanals. Das rote, zweistöckige Backsteingebäude war das erste französische Haus, das am D-Day befreit wurde.

## Geschichte
Das Gebäude wurde Ende des 19. Jahrhunderts errichtet.
Zur Zeit der nächtlichen Befreiung durch drei britische Fallschirmjäger der D-Kompanie der britischen 6. Luftlandedivision von Major John Howard am 6. Juni 1944 um 0.20 Uhr, wurde das Café geleitet von Georges (1898–1969) und Thérèse Gondrée (1904–1984), den Eltern der „Madame“ Arlette Pritchett-Gondrée.

## Heutige Nutzung
Das Gebäude wird immer noch als Café genutzt. Seit dem 5. Juni 1987 gehört es zu den denkmalgeschützten monuments historiques. 
Im Zuge des Neubaus der Brücke 1994 (am 50. Jahrestag der Eroberung) stand das Café vor der Schließung, das Museum wurde geräumt.

## Andere befreite Orte und Gebäude
Nach anderen Versionen gibt es weitere Orte und Gebäude, die für sich beanspruchen, zuerst befreit worden zu sein. Darunter Sainte-Mère-Église, Bayeux und Ajaccio.